# Zblewo (gmina)
Zblewo – gmina wiejska w województwie pomorskim, w powiecie starogardzkim. W latach 1975–1998 gmina położona była w województwie gdańskim.
W skład gminy wchodzi 17 sołectw: Białachowo, Borzechowo, Bytonia, Cis, Jezierce, Karolewo, Kleszczewo Kościerskie, Lipia Góra Mała, Mały Bukowiec, Miradowo, Pałubinek, Pinczyn, Radziejewo, Semlin, Tomaszewo, Zawada i Zblewo
Siedziba gminy to Zblewo.
Według danych z 31 grudnia 2023 gminę zamieszkiwało 12 211 osób.

## Struktura powierzchni
Według danych z roku 2002 gmina Zblewo ma obszar 137,96 km², w tym:
- użytki rolne: 60%
- użytki leśne: 28%

Gmina stanowi 10,26% powierzchni powiatu.

## Demografia

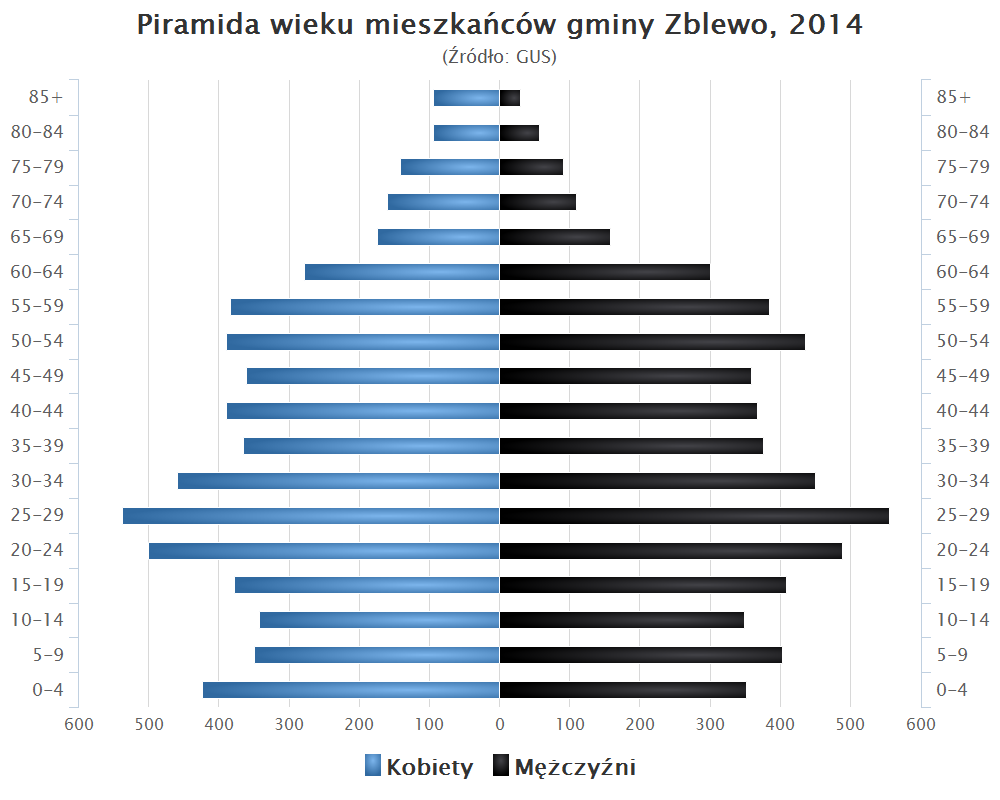
Piramida wieku mieszkańców gminy Zblewo w 2014 roku

Dane aktualne na 31 grudnia 2023 r.
| Opis                              | Ogółem | Ogółem | Kobiety | Kobiety | Mężczyźni | Mężczyźni |
| --------------------------------- | ------ | ------ | ------- | ------- | --------- | --------- |
| jednostka                         | osób   | %      | osób    | %       | osób      | %         |
| populacja                         | 12211  | 100    | 6163    | 50,71   | 6048      | 49,25     |
| gęstość zaludnienia (mieszk./km²) | 88,51  | 88,51  | 44,67   | 44,67   | 43,84     | 43,84     |

## Pozostałe miejscowości niesołeckie
- Babie Doły, Białachówko, Biały Bukowiec, Jeziornik, Królewski Bukowiec, Lisewko, Pazda, Piesienica, Semlinek, Stary Cis, Trzosowo, Twardy Dół, Wałdówko, Wirty.

## Ochrona przyrody
- Arboretum Wirty

## Sąsiednie gminy
Kaliska, Lubichowo, Skarszewy, Stara Kiszewa, Starogard Gdański